# Johann Pachelbel
Johann Pachelbel (Nuremberga, 1 de setembro de 1653 — Nuremberga, 3 de março de 1706) foi um músico, organista, professor e compositor alemão do estilo barroco. Compõe um grande acervo de música sacra e secular, e suas contribuições para o desenvolvimento do prelúdio coral e fuga dão-lhe lugar entre os mais importantes compositores da época barroca. Entre as obras mais célebres do compositor estão as Fugas para Magnificat e o Cânon(e) em Ré Maior, sendo que este último inspirou milhares de arranjos ao longo dos anos, tendo sido adaptado para vários instrumentos, principalmente o violino e o piano.

## Biografia
Johann Pachelbel (alemão, pron.['johan ˈpaxl̩bɛl]), nascido na cidade alemã de Nuremberga, e, batizado em 1 de setembro de 1653 na mesma localidade, Johann Pachelbel cresceu numa região culturalmente ativa na época. Desde cedo, demonstrou talento e, incentivado pelo pai, iniciou os estudos com o músico Heinrich Schwemmer e, posteriormente, com o organista Georg Caspar Wecker. A excelente habilidade musical o levou, aos 15 anos, para a Universidade de Altdorf. Por lá, foi organista em Lorenzkirche, abandonando o cargo menos de um ano depois, por falta de dinheiro. 

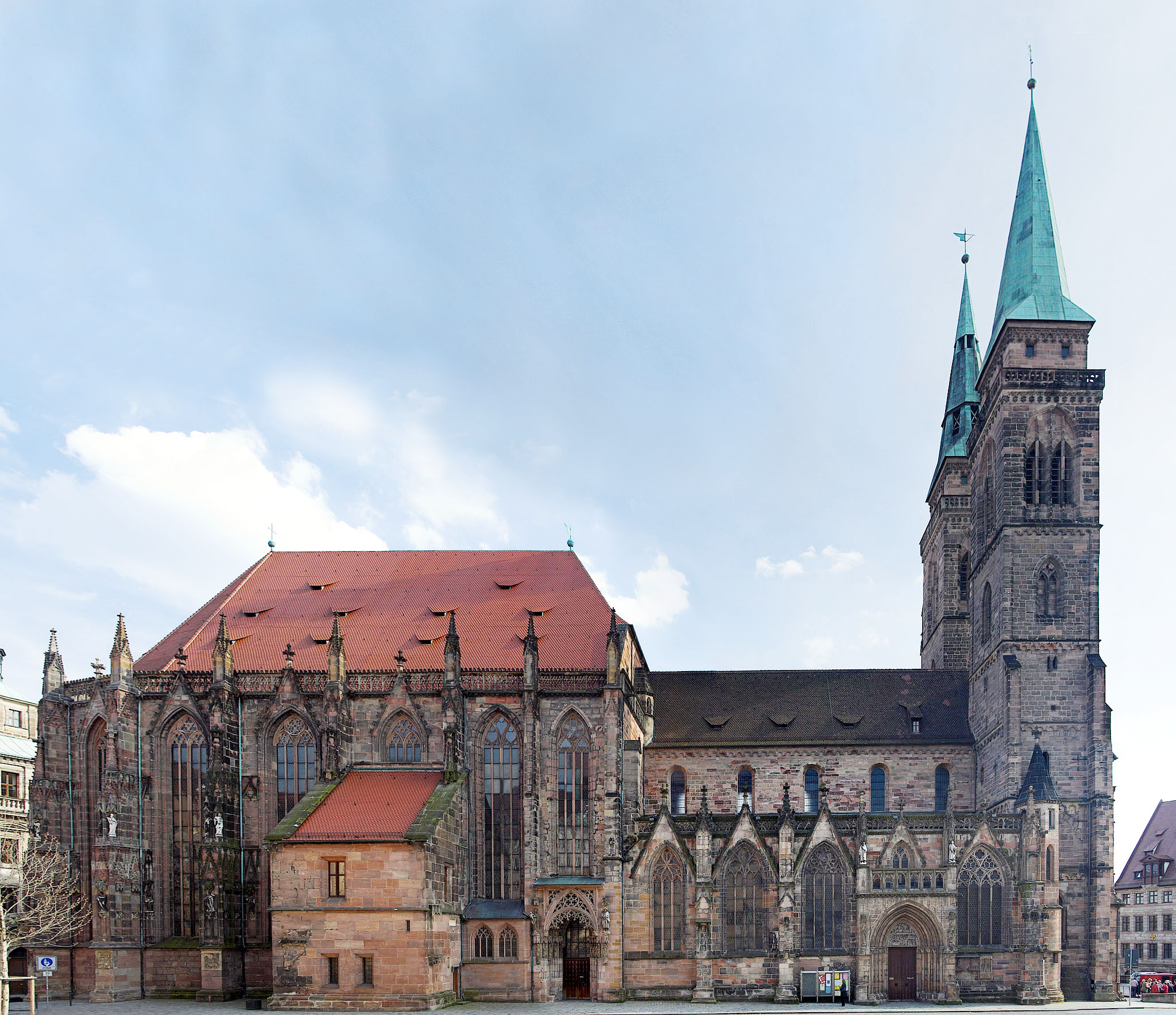
Igreja St. Sebaldus, Nuremberga

Na primavera de 1670, matriculou-se no Gymnasium Poeticum, em Ratisbona para prosseguir seus estudos de música com Kaspar Prentz, mestre que o apresentou à música italiana. Em 1673, Pachelbel decidiu voltar para Viena, onde passaria alguns anos como vice-organista da Catedral de Santo Estevão e depois, um ano como organista da corte em Eisenach, na Alemanha.
Em junho de 1678, Pachelbel foi nomeado organista da Protestant Predigerkirche, em Erfurt, onde permaneceu por 12 anos. No decorrer deste período, alcançou sucesso extraordinário como organista, compositor e professor. Casou-se duas vezes. Ele perdeu a primeira esposa e o filho contaminados pela peste, em 1683, e casou-se novamente em 1684.

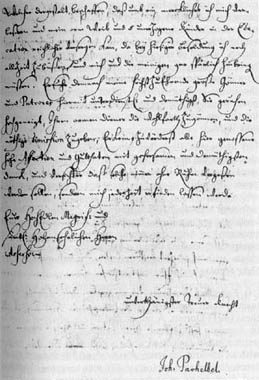
Pachelbel, carta autografada.

Depois de deixar Erfurt em 1690, passou breves períodos como organista em Stuttgart e Gota. No verão de 1695, voltou à sua Nuremberg natal para trabalhar os últimos 11 anos de sua vida, como organista na Igreja St. Sebalduskirche. Em 1699, produziu a importante coleção de seis árias, Hexachordum Apollinis, para órgão. Johann Pachelbel morreu, aos 52 anos, no dia 3 de março de 1706, mas acredita-se que ele tenha sido enterrado no dia 9.
Deixou dois filhos, Wilhelm Hieronymous Pachelbel e Charles Theodore Pachelbel, ambos músicos e organistas. De religião protestante, foi notavelmente compositor para órgão, predominantemente para músicas religiosas da Igreja Protestante alemã, músicas as quais foram muito influenciadas por seu conhecimento em música religiosa Católica tanto da Áustria, bem como da Itália.

## Cânone (Kanon) em Ré Maior
Sua peça mais famosa é o Cânone em Ré Maior (1680), peça barroca até hoje interpretada por diversos músicos e orquestras, tornando-se até música-tema para filmes. Esta obra, mais do que seu compositor, alcançou fama mundial até os dias de hoje e atualmente é muito executada em casamentos por sua doçura e suavidade. Cânone (ou Kanon, em alemão) é uma peça musical de repetições feitas para 3 violinos e um violoncelo contínuo, ou seja, o 1º violino (ou primeira voz) inicia com parte da melodia, e depois de uma sequência de acordes de I IV e V graus, este inicia outra parte no mesmo momento que o 2º violino inicia a mesma melodia já tocada pelo 1º, sendo que quando o 3º violino inicia a mesma melodia já tocada pelo 1º e 2º violinos, o 2º passa a tocar o que o 1º tocou, em suma, são blocos de dois compassos tocados pelo 1º violino, os quais são repetidos pelos demais, tornando melodias harmonicamente sobrepostas.

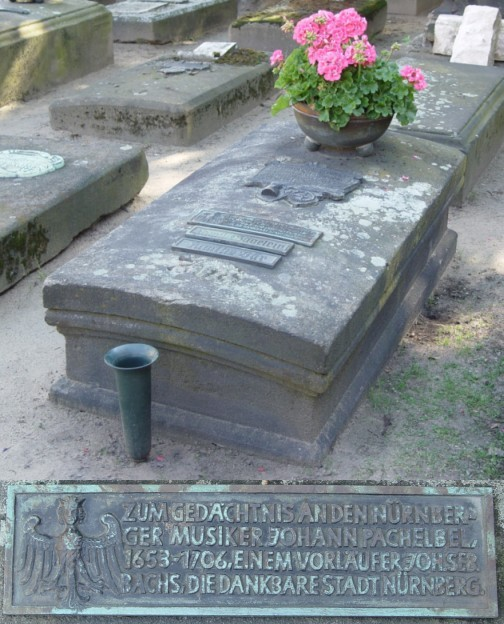
Pachelbel, túmulo no Cemitério de São Roque, em Nuremberga.

## Outras Obras
Pachelbel escreveu outras peças e trabalhos livres como tocatas, fantasias e fugas, bem como peças para corais. Sua música para órgão inclui 70 corais e 95 fugas para o Magnificat. Compôs considerável número de cantatas para a igreja luterana e sonatas para vários instrumentos, especialmente o violino.

## Suas Influências
Pachelbel foi professor do irmão mais velho do famoso compositor Johann Sebastian Bach, o qual, por sua vez, ensinou o irmão, que recebeu, assim, influência indireta de Pachelbel.